# Metahyamus
Metahyamus is een geslacht van hooiwagens uit de familie Assamiidae.
De wetenschappelijke naam Metahyamus is voor het eerst geldig gepubliceerd door Roewer in 1923. 

## Soorten
Metahyamus omvat de volgende 5 soorten:
- Metahyamus amoensis
- Metahyamus bicolor
- Metahyamus jacobsoni
- Metahyamus sutepensis
- Metahyamus variedentatus